# Friedrich Busse (Reeder)

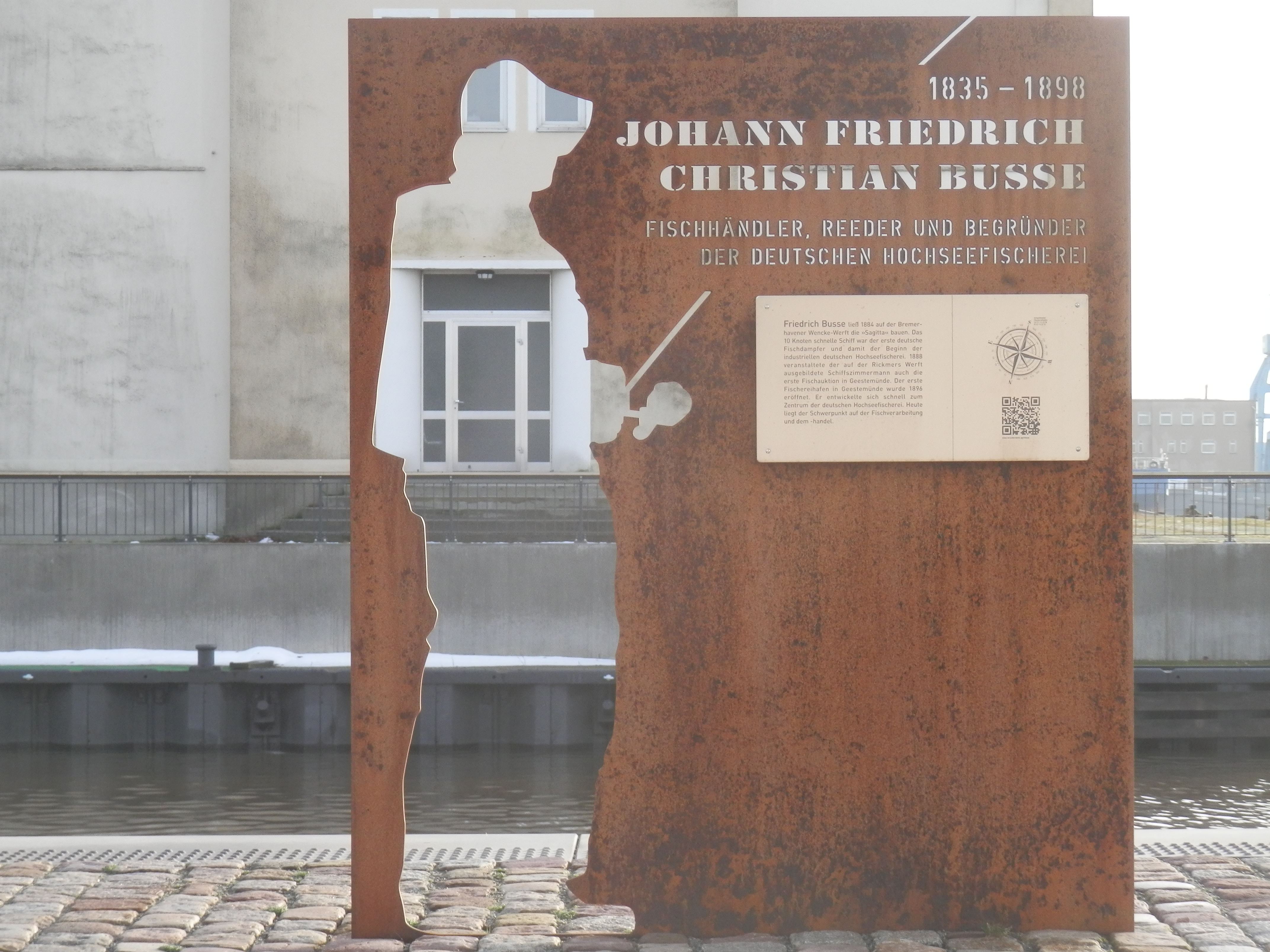
2015 am Geestemünder Hauptkanal aufgestellte Infotafel

Johann Friedrich Christian Busse, bis 1872: Friedrich Oppermann-Busse (* 24. Mai 1835 in Sibbesse; † 31. Dezember 1898 in Geestemünde) war ein deutscher Schiffszimmermann und Fischer, später wurde er Reeder und der Begründer der deutschen Hochseefischerei.

## Biografie
Mit 14 Jahren erlernte Busse auf der Rickmers-Werft in Geestemünde (heute: Bremerhaven) den Beruf des Schiffszimmermanns, arbeitete als Geselle auf der Tecklenborg-Werft und fuhr anschließend zur See. Nachdem er sich 1866 in Geestemünde als Fischhändler niedergelassen hatte, eröffnete er 1868 eine Fischgroßhandlung.
Er erkannte dadurch die Bedeutung eines großen Absatzgebietes und kontinuierlicher Belieferung mit Frischfisch. Er nutzte die erst 1862 eröffnete Eisenbahnlinie Bremen–Geestemünde für seinen Fischversand und handelte mit einzelnen Fischern in Finkenwerder ein exklusives Ankaufrecht für deren Fänge aus.
Zusammen mit seinem Geschäftspartner, dem Fischhändler Bade, charterte er zunächst 17 holländische Fischereifahrzeuge, doch da die Kutter zu wetterabhängig waren, ließ Busse schließlich im Jahr 1884 auf der Wencke-Werft in Bremerhaven für 111.000 Mark die Sagitta (lat. ‚Pfeil‘) nach dem Vorbild englischer Fischdampfer bauen. Im Januar 1885 berichtete die Deutsche Fischerei-Zeitung von diesem ersten deutschen dampfbetriebenen Fischereifahrzeug.
Die Sagitta war 33 Meter lang und über zehn Knoten schnell. Pro Fangfahrt mit Schleppnetzen konnte sie 20 Zentner Fisch aufnehmen. Von ihrer Ausreise am 27. März 1901 kam die Sagitta nicht zurück: Sie wurde zuletzt Anfang April bei Island gesichtet. Dort ist sie dann einem wenige Tage später aufkommenden Sturm mit der gesamten Mannschaft zum Opfer gefallen.
Mit der Indienststellung der Sagitta, der Gründung seiner F. Busse & Co. KG und der Verknüpfung von Fischfang, Fischversand und Fischhandel legte Busse im Jahr 1885 die Grundlage für die moderne Hochseefischerei. Schon 1888 ließ er seinen zweiten Fischdampfer Präsident Herwig bauen.

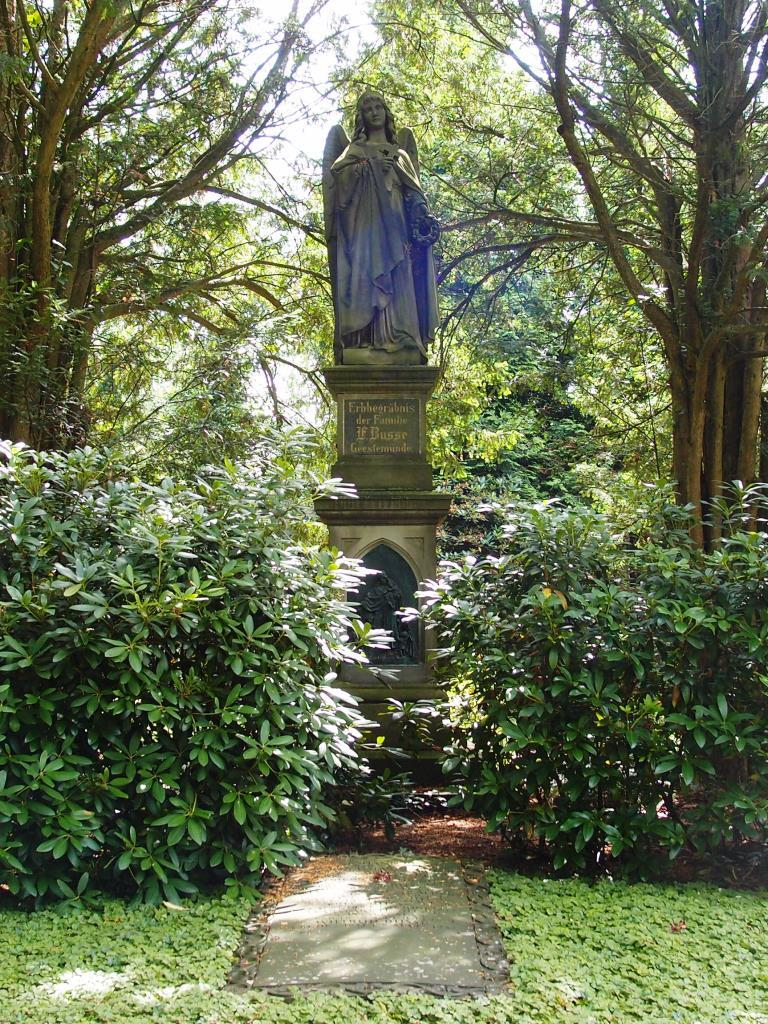
Grab von Friedrich Busse auf dem Wulsdorfer Friedhof

Busse veranstaltete am 13. Juni 1888 am Geestemünder Geeste-Ufer die erste öffentliche Fischauktion, betrieb eine Netzmacherei, eine Fischräucherei, eine Tranfabrik und legte Eishäuser an, aus denen sich später die Geestemünder Eiswerke entwickelten.
1894/95 ließ er sich die große Villa Busse bauen, die mit einem Park umgeben war. Der Maschinenbauer Conrad Schlotterhose erwarb 1920 die Villa und baute 1937/38 auf dem Gelände seine Fabrik für Fischverarbeitungsmaschinen. 2002 wurde das Haus renoviert und ein Restaurant eingerichtet.
Busse starb nach einer Operation. Er wurde im Familiengrab auf dem Bremerhavener Friedhof in Wulsdorf bestattet.

## Ehrungen
- 1936 wurde die Straße Am Deich, an der Busse am Geeste-Ufer wohnte, in Bussestraße umbenannt
- Ebenfalls 1936 wurde das Busse-Denkmal an der Alten Geestebrücke eingeweiht
- In seinem Geburtsort Sibbesse gibt es heute die Friedrich-Busse-Schule (Grundschule)
- Sein Geburtshaus existiert noch immer in der Straße Lange Halbe in Sibbesse. Dort ist auch eine Gedenktafel angebracht.